# South Hams
South Hams är ett distrikt (motsvarande kommun) i grevskapet Devon i England, Storbritannien. Distriktet har 89 812 invånare (2022).  
Större orter är Ivybridge och Totnes. Distriktet är indelat i 61 civil parishes.